# Vittoria Gazzei Barbetti
Vittoria Gazzei Barbetti (Siena, 25 ottobre 1892 – Siena, 30 marzo 1934) è stata una scrittrice italiana.

## Biografia
Vittoria Gazzei Barbetti nata da Gaetano ed Emma Mazzi fu adottata da Maria Barbetti. Fu indirizzata allo studio della musica in particolare del violino prendendo lezioni dal maestro senese Rinaldo Franci.
Allieva di talento e ottima musicista dovette interrompere l'attività per insorgere di una malattia alle mani. Dal 1924 si dedicò allo scrivere collaborando con i periodici cattolici del tempo: Fiamma viva, Cordelia nel quale pubblicò a puntate il romanzo L'ala della fortuna, Matelda di cui fu direttrice per 3 mesi, Nuovo Giornale, Vita Femminile, L'Alba, Ars Italica, Il Solco, Illustrazione Toscana, Avvenire d'Italia. Collabora con i giornali locali firmando gli articoli con gli pseudonimi Vittorio De Vette, Vittorina da Siena, Vty, Vezio Zari-Gatti.
È molto apprezzata nei circoli letterari senesi ed entra nella schiera del cenacolo letterario di Federigo Tozzi ed è ammessa con benevolenza dalla moglie Emma dello scrittore che ne apprezza la religiosità e l'indifferenza al fascino maschile.
Ricca la produzione letteraria con pubblicazioni con case editrici quali SEI, Le Monnier e Bemporad.

## Pubblicazioni
- Medaglioni cateriniani (leggende popolari sulla vita di S. Caterina) 1924 SEI edizioni
- A sfondo azzurro: novelle 1925 SEI edizioni
- La forza del silenzio 1925 SEI edizioni
- Racconti senesi 1926
- Ali azzurre 1926
- Il sole sulla soglia 1927
- Amore di tempi lontani 1928
- Il bosco che canta 1930 Capelli edizioni
- Il giglio nel roveto 1931 Salani edizioni
- Donne innamorate
- La madonnina 1930 Pro Familia

### Letteratura per ragazzi
- Tre voci nell'ombra: racconto medioevale per ragazzi 1924
- La casina dell'ombre 1930 Bemporad edizioni